# Federazione delle associazioni scientifiche e tecniche
La Federazione delle associazioni scientifiche e tecniche è un'istituzione fondata a Milano nel 1897 che vuole fornire servizi qualificati alle imprese e alla pubblica amministrazione e promuovere il miglioramento della professionalità nel campo scientifico, attraverso un ruolo di coordinamento fra molte associazioni di categoria.
La fondazione avviene il 18 giugno 1897 per opera di Giuseppe Colombo e Cesare Saldini, con l'aiuto di illustri personalità dell'epoca come Galileo Ferraris e Giovanni Battista Pirelli. L'associazione riscuote subito successo con l'adesione del Collegio degli ingegneri e degli architetti, della Società chimica di Milano, dell'Associazione elettrotecnica, della Reale società di igiene, dell'Associazione tra metallurgici ed affini, dell'Associazione sanitaria milanese e della Società farmaceutica.
A causa anche delle due guerre mondiali l'attività della Fast negli anni si va spegnendo, ma viene riavviata nel 1946 grazie alla sezione lombarda della Società chimica italiana, alla divisione milanese dell'Associazione elettrotecnica ed all'Associazione italiana di metallurgia.
Nel 1950 diviene presidente Luigi Morandi, che coprirà la carica per ben 18 anni. La Fast in questo periodo ha una grossa crescita, superando il suo precedente ruolo di trade d'union fra le varie associazioni e fornendo anche servizi a imprese e amministrazioni.
Nel 1961 viene inaugurata, in Piazzale Rodolfo Morandi 2 a Milano, la nuova sede della Federazione, voluta da Luigi Morandi. Il Presidente della Repubblica Giovanni Gronchi è presente alla cerimonia del 25 novembre.
Risale al 1962 la nascita del logo, per mano dello scultore Giacomo Manzù. Nel disegno è raffigurato un papiro, che richiama la divulgazione del sapere, mentre i vari rami rappresentano le associazioni.
Il 7 dicembre 1967 il Comune di Milano premia la Fast con la medaglia d'oro di benemerenza per l'alto rigore scientifico e per lo studio tecnologico. A questo riconoscimento seguono numerosi altri, vista anche l'attività dell'associazione in campo anche internazionale.
La Fast pubblica un bollettino di informazione chiamato Scienza e tecnica, con notizie e gli atti dei convegni che organizza.
Nel 2008 Fast entra a far parte di EEN-Enterprise Europe Network, la più importante rete europea a supporto delle imprese e dei centri di ricerca per attività di trasferimento tecnologico e internazionalizzazione. EEN nasce dalla fusione di due precedenti network: gli Euroinfocentre e gli Innovation Relay Centre, di cui Fast era già partner dal 1996.
Nel 2017 viene costituita Fast Ambiente Academy, nell’ambito della quale confluiscono i corsi ambiente e vengono pianificate le iniziative di formazione tecnico-scientifica per lo sviluppo sostenibile e l’economia circolare.
In primo piano
Fanno parte della Fast le più qualificate associazioni culturali, o loro sezioni, tutte indipendenti e senza scopo di lucro, che svolgono la loro attività nell'ambito delle discipline scientifiche e tecniche e loro applicazioni.
Le associazioni federate sono:
- AAA, Associazione analisti ambientali
- AEIT e AEIT, Federazione italiana di elettrotecnica, elettronica, automazione, informatica e telecomunicazioni
- AIAS, Associazione professionale italiana ambiente sicurezza
- AIAS, Associazione italiana per l'analisi delle sollecitazioni
- AICA, Associazione italiana per l'informatica e il calcolo automatico
- AICQ, Associazione Italia per la qualità
- AICQ, Associazione italiana centronord per la qualità
- AICTC, Associazione Italiana di Chimica Tessile e Coloristica
- AIDIC, Associazione italiana di ingegneria chimica
- AIEE, Associazione italiana economisti dell'energia
- AILOG, Associazione italiana di logistica e di supply chain management
- AIM, Associazione italiana di metallurgia
- AIMAN, Associazione italiana fra i tecnici di manutenzione
- AIPND, Associazione italiana prove non distruttive monitoraggio diagnostica
- AIS, Associazione italiana strumentisti
- AITIVA, Associazione italiana tecnici industrie vernici e affini
- AIV, Associazione italiana di scienza e tecnologia
- AMBLAV, Associazione Ambiente e Lavoro
- ANIPLA e ANIPLA, Associazione nazionale italiana per l'automazione
- ATA, Associazione tecnica dell'automobile
- ATI e ATI Lombardia, Associazione termotecnica italiana
- CEI, Comitato elettrotecnico italiano
- CIAM, Collegio degli ingegneri e degli architetti di Milano
- CTA, Collegio tecnici dell'acciaio
- H2IT, Associazione italiana Idrogeno e celle a combustibile
- SCI, Società chimica italiana
- SIAM, Società d'incoraggiamento d'arti e mestieri
- SICC, Società italiana caos e complessità
- SIF, Società italiana di fisica
- SIFET, Società italiana di topografia e fotogrammetria
- SIG, Società italiana gallerie
- SIRI, Associazione italiana di robotica
- 3ASI, Associazione degli analisti dell'ambiente dell'affidabilità e della sicurezza industriale

Alla Fast aderiscono anche alcuni enti:
- AIRI, Associazione italiana per la ricerca industriale
- ANIMP, Associazione nazionale di impiantistica industriale
- ANIT, Associazione nazionale per l'isolamento termico e acustico
- APER, Associazione produttori energia da fonti rinnovabili
- ASITA, Federazione delle associazioni scientifiche per le informazioni territoriali e ambientali
- Assocarboni, Associazione generale operatoti carboni
- Assolombarda, Associazione industriali di Milano
- Assopompe, Associazione italiana produttori pompe
- British Council, che promuove le relazioni culturali e diffonde la cultura britannica
- Centro milanese terapia della famiglia
- Certiquality, Istituto di certificazione della qualità
- CIPA, Centro italiana di psicologia analitica
- Dipharma
- Ecoazioni
- FTI, Forum per la tecnologia della informazione
- Istituto Scotti Bassani